# Свати Јан на Малши
Свати Јан на Малши (чеш. Svatý Jan nad Malší) је насељено мјесто са административним статусом сеоске општине (чеш. obec) у округу Чешке Будјејовице, у Јужночешком крају, Чешка Република.

## Становништво
Према подацима о броју становника из 2014. године насеље је имало 539 становника.